# Yngve Slyngstad

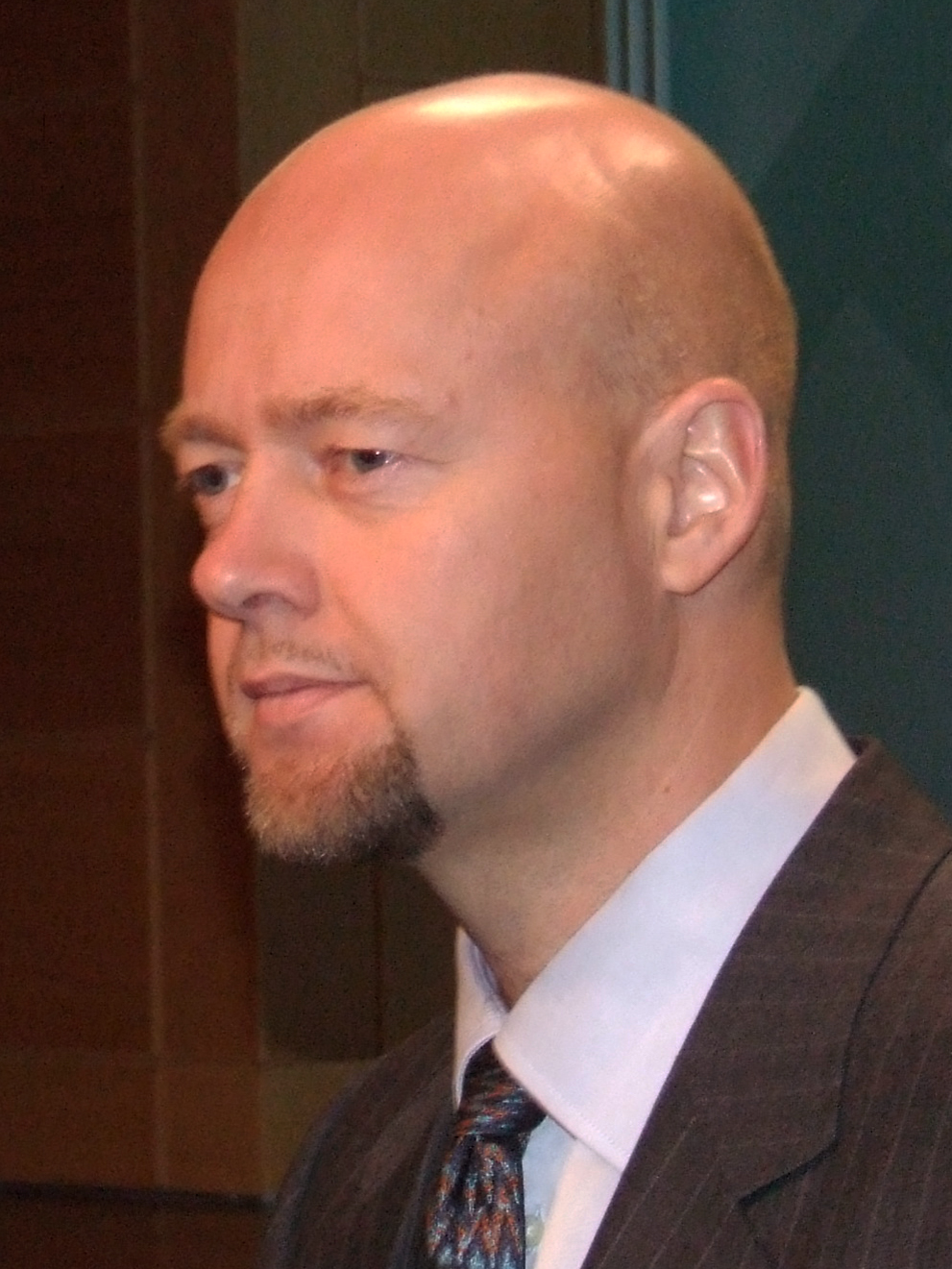
Yngve Slyngstad (2005)

Yngve Slyngstad (norwegische Aussprache: [ˈʏ̂ŋvə ˈʂlʏ̀ŋstɑ]; * 3. November 1962) ist seit 19. Mai 2022 Aufsichtsratsmitglied der Deutschen Bank. Zuvor war er Vorstandsvorsitzender von Norges Bank Investment Management (NBIM), dem Teil der norwegischen Zentralbank, der für die Verwaltung des Staatlichen Pensionsfonds von Norwegen zuständig ist.

## Leben
Slyngstad hat ein Jurastudium an der Universität Oslo und einen Abschluss an der Norwegischen Handelshochschule absolviert. Außerdem hat er einen Master of Arts in Wirtschaftswissenschaften von der University of California, Santa Barbara, und einen Master of Arts in Politikwissenschaften der Universität von Paris.
Slyngstad wurde 2012 auf der aiCIO-Liste der 100 einflussreichsten institutionellen Investoren weltweit auf Platz 5 geführt. Im Juli 2013 wurde er auf Platz 3 der Public Investor 100 des Sovereign Wealth Fund Institute geführt. 2013 und 2014 wurde Slyngstad auf der Forbes-Liste der mächtigsten Menschen der Welt auf Platz 72 geführt.